# Фінал кубка Англії з футболу 1894
Фінал кубка Англії з футболу 1894 — 23-й фінал найстарішого футбольного кубка у світі. Учасниками фіналу були «Ноттс Каунті» і «Болтон Вондерерз». Володарем кубкового трофею став «Ноттс Каунті».

## Шлях до фіналу
| «Ноттс Каунті»     | «Ноттс Каунті» | «Ноттс Каунті»                          | Раунд        | «Болтон Вондерерз» | «Болтон Вондерерз» | «Болтон Вондерерз»       |
| ------------------ | -------------- | --------------------------------------- | ------------ | ------------------ | ------------------ | ------------------------ |
| Суперник           | Результат      | Матчі                                   |              | Суперник           | Результат          | Матчі                    |
| «Бернлі»           | 1—0            | 1—0 вдома                               | Перший раунд | «Смол Хіт»         | 4—3                | 4—3 на виїзді            |
| «Бертон Вондерерз» | 2—1            | 2—1 на виїзді                           | Другий раунд | «Ньюкасл Юнайтед»  | 2—1                | 2—1 на виїзді            |
| «Ноттінгем Форест» | 5—2            | 1—1 на виїзді, 4—1 вдома (перегравання) | Третій раунд | «Ліверпуль»        | 3—0                | 3—0 вдома                |
| «Блекберн Роверз»  | 1—0            | 1—0 на нейтральному полі                | 1/2 фіналу   | «Венсдей»          | 2—1                | 2—1 на нейтральному полі |

## Матч
| 31 березня 1894 |

| Ноттс Каунті                   | 4:1      | Болтон Вондерерз |
| ------------------------------ | -------- | ---------------- |
| Ватсон 18' Логан 29', 67', 70' | Протокол | Кессіді 87'      |

| Гудісон Парк, Ліверпуль Глядачів: 37 000 Арбітр: Ч.Дж.Г'юз |

|  |  |

|    |  |                 |  |
|    |  |                 |  |
| В  |  | Джордж Тун      |  |
| З  |  | Фей Гарпер      |  |
| З  |  | Джек Гендрі     |  |
| ПЗ |  | Чарлі Брамлі    |  |
| ПЗ |  | Девід Колдергед |  |
| ПЗ |  | Алфред Шелтон   |  |
| Н  |  | Артур Ватсон    |  |
| Н  |  | Сем Доннеллі    |  |
| Н  |  | Джеймс Логан    |  |
| Н  |  | Даніель Брюс    |  |
| Н  |  | Гаррі Дафт      |  |

|    |  |                     |  |
|    |  |                     |  |
| В  |  | Джон Віллі Саткліфф |  |
| З  |  | Джон Соммервілл     |  |
| З  |  | Ді Джонс            |  |
| ПЗ |  | Алекс Пейтон        |  |
| ПЗ |  | Арчі Г'юз           |  |
| ПЗ |  | Гаррі Гардінер      |  |
| Н  |  | Джим Вілсон         |  |
| Н  |  | Роберт Таннагілл    |  |
| Н  |  | Джим Кессіді        |  |
| Н  |  | Джо Дікенсон        |  |
| Н  |  | Гандел Бентлі       |  |